# Évelyne Giardino
Pour les articles homonymes, voir Giardino.
Évelyne Giardino (née Léger le 23 mars 1961 à Savigny-sur-Orge et morte le 1er novembre 2002) est une athlète française, spécialiste du lancer du javelot.

## Biographie
Elle est sacrée championne de France du lancer du javelot en 1986 à Aix-les-Bains.